# Carbonero (ocupación)

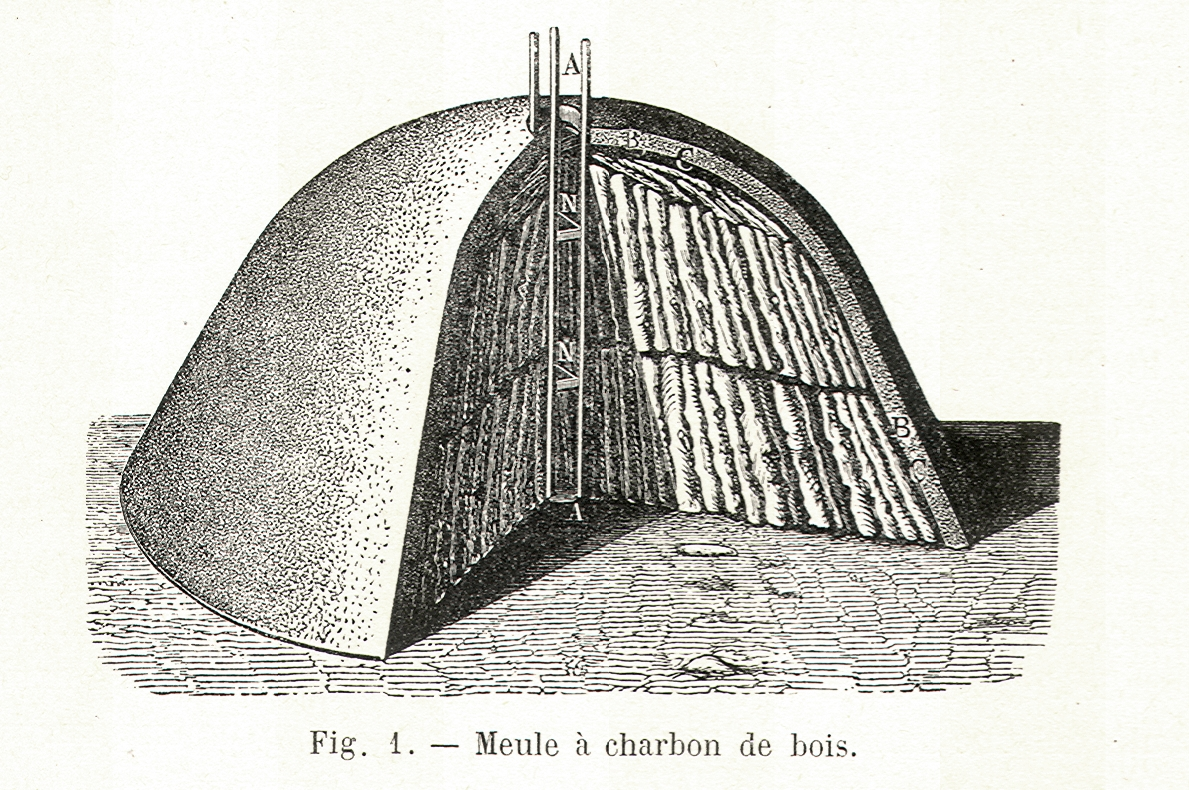
Diagrama de una carbonera.

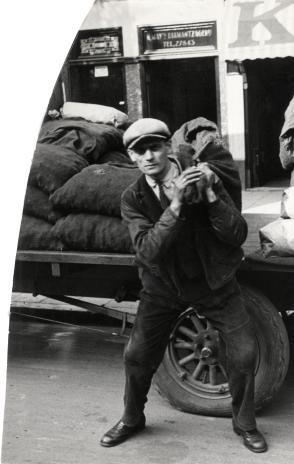
Carbonero en Holanda en 1932

Carbonero es la persona que fabrica, vende o distribuye carbón. 

## Historia
Antes de la difusión de la energía eléctrica, el carbón era una de las materias más usados para la generación del calor. El carbón tenía numerosos usos: se utilizaba en el interior de las planchas tanto en casas particulares como en establecimientos de sastrería, en las fraguas para trabajar el metal, servía para las estufas y hornos de los domicilios e incluso como combustible en los coches de gasógeno.

## Características
El término carbonero puede referirse a la persona que fabrica carbón en una carbonera a partir de leña. La carbonera se forma de modo artesanal colocando los propios troncos de leña en forma de cono y cubriéndolos de una capa de tierra de unos de 20 cm de grosor. En la parte superior del horno se practica una chimenea y se hacen respiraderos en la base para avivar el fuego. Se introducen brasas por la chimenea y se alimenta con tacos de madera regularmente. Al cabo de unos 20 o 30 días los troncos de madera se han reducido a carbón.
Carbonero también puede referirse al mozo que distribuía el carbón entre los consumidores. En España, los carboneros estaban sujetos durante las horas de plaza al veedor y a desempeñar los cargos que este en ella les encomendare, siendo además sus obligaciones las siguientes: 
- el registro y reconocimiento del carbón
- ayudar al peso, al cargo y descargo de los carros y caballerías
- cuidar de que los sacos se coloquen en los sitios que se designe
- ejercer la más puntual vigilancia para evitar cambios, confusión y desórdenes
- tener a su cargo el aseo y limpieza de la plaza en que se desarrollaban estas operaciones

Algunos carboneros se dedicaban además a conducir el carbón a los almacenes y casas particulares si para ello les ocupasen los vendedores o compradores siendo responsables de cualquier alteración que en estos se hiriere al conducirlos desde la plaza al punto de su destino.